# William Hamilton Shortt
William Hamilton Shortt (1881-1971) est un ingénieur britannique connu principalement pour l'invention d'une horloge qui a gardé son nom : l'horloge de Shortt, qui est l'instrument de mesure du temps le plus précis au monde pendant une vingtaine d'années.